# فارلاموف إيليا أليكساندروفيتش
فارلاموف إيليا أليكساندروفيتش (الروسية: Илья Варламов) (7 يناير 1984 في موسكو - ) مصور، ومدون من روسيا.